# L’essenziale
L’essenziale – singel włoskiego piosenkarza Marco Mengoniego, napisany przez niego samego we współpracy z Roberto Casalinim i Francesco De Benedettisem oraz wydany na drugiej płycie artysty zatytułowanej #Prontoacorrere z 2013 roku.
W lutym 2013 roku utwór wygrał 63. Festiwal Piosenki Włoskiej w San Remo, dzięki czemu zdobył możliwość reprezentowania Włoch podczas finału 58. Konkursu Piosenki Eurowizji, w którym zajął ostatecznie siódme miejsce.
W lutym 2012 roku utwór zadebiutował na pierwszym miejscu włoskiej listy przebojów, na którym utrzymał się przez osiem tygodni.
W 2014 roku Mengoni wydał singiel z hiszpańskojęzyczną wersją piosenki – „Incomparable”, która dotarła do 14. miejsca włoskiej listy przebojów.

## Historia utworu

### Nagrywanie
Utwór został napisany przez Marco Mengoniego we współpracy z Roberto Casalinim i Francesco De Benedittisem oraz wyprodukowany przez Michele Canovą. Casalini zaczął tworzyć melodię do piosenki we wrześniu 2011 roku we włoskim regionie Fano, a cały utwór nawiązywać miał do prywatnych wydarzeń z jego życia. Jak przyznał w jednym z wywiadów, numer zaczął powstawać w momencie, kiedy musiał podjąć ważną decyzję dotyczącą swojej przyszłości. W tym czasie zaczął zastanawiać się nad powrotem do niezbędnych spraw w życiu, takich jak ludzie, których kocha oraz którzy się dla niego liczą. Po napisaniu notatki ze słowem „essenziale” (z włoskiego: niezbędny) zaczął komponował melodię do utworu.
W trakcie powstawania numeru do jej tworzenia dołączył De Benedittis, a Casalino zdecydował się na nagranie pierwszej wersji demonstracyjnej całości. Mengoni, po zapoznaniu się z brzmieniem demo na początku 2012 roku, zastanawiał się nad umieszczeniem utworu na swojej nowej płycie. W wywiadzie dla TGCOM przyznał, że początkowo piosenka nie zachwyciła go, ale zdecydował się na jej zaśpiewanie. W październiku tegoż roku poznał Casaliniego oraz dopisał brakującą część melodii oraz tekstu. Podczas sesji nagraniowej piosenkarz zmienił swój pomysł na utwór i naniósł kolejne poprawki.
W wywiadzie udzielonym włoskiemu magazynowi Sorrisi e Canzoni Mengoni opisał „L’essenziale” jako „zachowaną we włoskim stylu balladę o punkcie zwrotnym między miłością a sprawami społecznymi”. Jak później wytłumaczył, piosenka odnosi się do wszelkiego rodzaju relacji oraz opowiada o „potrzebie powrotu do życia, otwarcia się na nowe emocje oraz przełamania trudności obecnych dni”. Casalino dodał, słowa utworu zwracają uwagę na problem społeczności włoskiej w latach dwutysięcznych, która „nie ma celu nauczania swoich słuchaczy”.

#### Nagrywanie
W sesji nagraniowej utworu wzięli udział:
- Marco Mengoni – wokal prowadzący, kompozytor
- Roberto Casalino, Francesco De Benedettis – kompozytorzy
- Larry Goldings, Luca Scarpa – fortepian, organy Hammonda, instrumenty klawiszowe
- Raggie Hamilton – gitara basowa
- Michael Landau, Davide Tagliapietra – gitara
- Gary Novak – perkusja
- Antonio Baglio – mastering
- Michele Canova – producent
- Csaba Petocz, Davide Tagliapietra – inżynier dźwięku
- Pino „Pinaxa” Pischetola – miksowanie

### Teledysk
Oficjalny teledysk do „L’essenziale” był nagrywany w Mediolanie i Brescia, a jego reżyserem, producentem i edytorem został Giuseppe La Spada. Premiera teledysku odbyła się 15 lutego 2013 roku na kanale Mengoniego na YouTube. 28 marca w sieci ukazał się zakulisowy materiał z planu nagraniowego. W pierwszej części klipu piosenkarz wykonuje swój utwór w domu, aby w drugiej części zaprezentować go pod wodą. Jak wyjaśnił w wywiadzie La Spada, teledysk jest „pewnego rodzaju ucieczką ze świata, w którym żyjemy, ucieczką z więzienia zrobionego ze zdjęć, melodii zagranej na fortepianie i wody, która jest fundamentalnym elementem, który przywraca nas do podstaw życia”.

### Występy na żywo: Festiwal Piosenki Włoskiej w Sanremo, Konkurs Piosenki Eurowizji

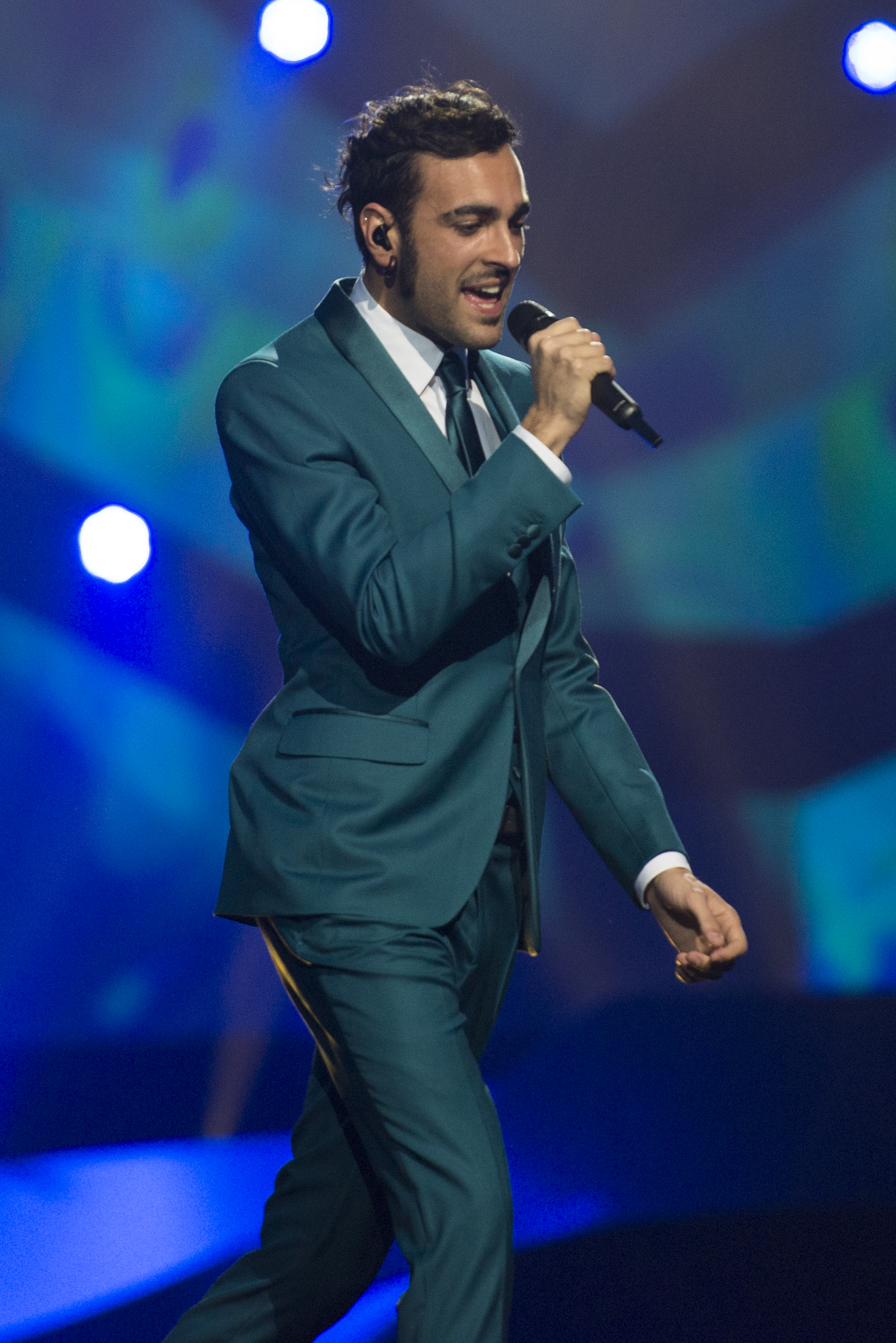
Mengoni podczas prób do występu w finale 58. Konkursu Piosenki Eurowizji w 2013 roku

W lutym 2013 roku Mengoni został ogłoszony jednym z uczestników 63. Festiwal Piosenki Włoskiej w San Remo, do którego zgłosił się z utworami „Bellissimo” i „L’essenziale”. 12 lutego zaprezentował obie propozycje podczas pierwszego koncertu półfinałowego, a „L’essenziale” zdobyła większe poparcie telewidzów, jurorów i dziennikarzy muzycznych, dzięki czemu zakwalifikowała się do kolejnego etapu festiwalu. Podczas koncertu finałowego organizowanego 16 lutego, piosenka zdobyła największe poparcie w głosowaniu telewidzów (36% głosów), dzięki czemu zajęła pierwsze miejsce. Dyrygentem Orkiestry Festiwalowej podczas wszystkich występów Mengoniego był Fabio Gurian. Tego samego wieczoru komisja jurorska zdecydowała, że Mengoni zostanie reprezentantem Włoch podczas 58. Konkursu Piosenki Eurowizji organizowanego w Malmö, a w marcu potwierdziła, że jego konkursową propozycją będzie „L’essenziale”. Z powodów regulaminowych piosenka została skrócona o trzydzieści sekund.
Po wygraniu Festiwalu Piosenki Włoskiej Mengoni zaprezentował akustyczną wersję utworu w talk-show Che tempo che fa. W kwietniu pojawił się gościnnie w jednym z odcinków ostatniego sezonu programu rozrywkowego Zelig, na potrzeby którego nagrał parodię numeru w duecie z komikiem Giovannim Vernią. Kilka dni później pojawił się gościnnie w pierwszym odcinku programu Amici di Maria De Filippi, podczas którego zaśpiewał piosenkę w duecie z Verdianą Zangaro. Oprócz tego, utwór kończył wszystkie koncerty Mengoniego zagrane w ramach jego trasy koncertowej zatytułowanej L’Essenziale
16 maja utwór został wykonany przez Mengoniego w finale 58. Konkursu Piosenki Eurowizji organizowanego w Malmö, podczas którego zajął ostatecznie siódme miejsce ze 126 punktami na koncie, w tym m.in. maksymalnymi notami 12 punktów od Hiszpanii, Albanii i Szwajcarii. Podczas występu Mengoni miał na sobie garnitur zaprojektowany specjalnie dla niego przez Massimiliano Giornettiego.

## Notowania na listach przebojów
| Kraj       | Lista (2013)               | Najwyższe miejsce |
| ---------- | -------------------------- | ----------------- |
| Włochy     | Singles Top 20             | 1                 |
| Belgia     | Singles Top 100 (Flandria) | 27                |
| Belgia     | Singles Top 50 (Flandria)  | 31                |
| Szwajcaria | Single Top 75              | 36                |
| Hiszpania  | Single Top 50              | 43                |
| Austria    | Singles Top 75             | 60                |
| Holandia   | Top 100 Singles            | 69                |

| Kraj   | Lista (2014)   | Najwyższe miejsce |
| ------ | -------------- | ----------------- |
| Włochy | Singles Top 20 | 14                |

| Kraj   | Lista (2014)   | Najwyższe miejsce |
| ------ | -------------- | ----------------- |
| Włochy | Singles Top 20 | 3                 |